# 2. Bundesliga Karambolage Mehrkampf
Die 2. Bundesliga Mehrkampf ist die zweithöchste Spielklasse im Karambolagebillard-Mehrkampf in Deutschland. Sie wird in einer Staffel mit acht Mannschaften ausgetragen.
Die ersten beiden Mannschaften steigen in die 1. Bundesliga Mehrkampf auf. In der vergangenen Saison waren dies der 1. BC Neustadt (Orla) und die BSF Goch, die als drittplatzierte aufstiegen, da die zweitplatzierte zweite Mannschaft des DBC Bochum nicht in der 1. Bundesliga spielberechtigt ist.
Ein Spieltag besteht aus vier Partien in vier unterschiedlichen Disziplinen des Karambolage.

## Modus
Ein Spieltag besteht aus folgenden vier Partien, die jeweils auf einem Matchbillardtisch gespielt werden:
- Freie Partie bis 200 Punkte
- Einband bis 80 Punkte
- Cadre 47/2 bis 150 Punkt
- Cadre 71/2 bis 125 Punkte

Dabei darf jeder Spieler nur eine Partie spielen.
Die Mannschaft des Siegers der einzelnen Partien erhält jeweils zwei Punkte, bei einem Unentschieden erhalten beide Mannschaften einen Punkt.
Für den Mannschafts-GD werden die Anzahl der erzielten Punkte und der Aufnahmen in der Freien Partie mit acht multipliziert, die Punkte im Dreiband mit 24, die Aufnahmen mit drei. Im Cadre 47/2 wird die Anzahl der Punkte mit acht, die Anzahl der Aufnahmen mit vier, im Cadre 71/2 die Punkte mit neun, die Aufnahmen mit drei multipliziert.
Die Bepunktung der Begegnungen in der Tabelle erfolgt nach der „2-Punkte-Regel“ (Sieg: 2, Unentschieden: 1, Niederlage: 0).